# 日本の空港から直行便のある都市一覧
日本の空港から直行便のある都市の一覧

## アジア

### 東アジア
- 韓国：ソウル/仁川、ソウル/金浦、襄陽、清州、大邱、釜山、務安、済州
- 中華人民共和国：北京、ハルビン、延吉、長春、瀋陽、大連、天津、石家荘[1]、煙台、青島、済南、臨沂、連雲港、徐州、合肥、南京、揚州、南通、常州、無錫、上海/浦東、上海/虹橋、杭州、寧波、温州、福州、泉州、廈門、広州、深圳、南寧、海口、三亜、鄭州、太原、洛陽、西安、蘭州、西寧、銀川、南昌、武漢、長沙、重慶、成都、貴陽、昆明
- 香港：香港
- マカオ：マカオ
- モンゴル：ウランバートル
- 台湾：台北/松山、台北/桃園、台中、台南、高雄

### 東南アジア
- フィリピン：マニラ、クラーク、セブ
- ベトナム：ハノイ、ダナン、ホーチミン
- タイ：バンコク/スワンナプーム、バンコク/ドンムアン、チェンマイ
- マレーシア：クアラルンプール、コタキナバル
- シンガポール：シンガポール
- ブルネイ：バンダルスリブガワン
- インドネシア：ジャカルタ，デンパサール

### 南アジア
- インド：デリー、チェンナイ、ベンガルール、ムンバイ
- バングラデシュ：ダッカ
- ネパール：カトマンズ
- スリランカ：コロンボ
- モルディブ：マレ

### 中央アジア
- ウズベキスタン：タシュケント

### 西アジア
- カタール：ドーハ
- アラブ首長国連邦：アブダビ、ドバイ
- トルコ：イスタンブール
- イスラエル：テルアビブ

## ヨーロッパ
- フィンランド：ヘルシンキ
- スウェーデン：ストックホルム
- デンマーク：コペンハーゲン
- ポーランド：ワルシャワ
- ドイツ：フランクフルト、フランクフルト/ハーン（貨物便のみ）[2]、デュッセルドルフ、ライプツィヒ（貨物便のみ）[3]、ミュンヘン
- オーストリア：ウィーン
- オランダ：アムステルダム
- ベルギー：ブリュッセル
- ルクセンブルク：ルクセンブルク（貨物便のみ）
- フランス：パリ
- スイス：チューリッヒ
- イタリア：ローマ、ミラノ
- スペイン：マドリード
- イギリス：ロンドン

## アフリカ
- エジプト：カイロ
- エチオピア：アディスアベバ

## アメリカ

### 北アメリカ
- アメリカ合衆国：ワシントンD.C.、ボストン、ニューヨーク/ジョン・F・ケネディ、ニューヨーク/ニューアーク、アトランタ、デトロイト、シカゴ/オヘア、ミネアポリス、ルイビル（貨物便のみ）、メンフィス（貨物便のみ）、ダラス、ヒューストン、デンバー、シアトル、ポートランド、サンフランシスコ、サンノゼ、ロサンゼルス、サンディエゴ、アンカレッジ（貨物便のみ）
- カナダ：トロント、モントリオール、カルガリー、バンクーバー
- メキシコ：メキシコシティ

## オセアニア
- オーストラリア：シドニー、ケアンズ、ブリスベン、ゴールドコースト、メルボルン、パース
- ニュージーランド：オークランド
- パプアニューギニア：ポートモレスビー
- フィジー：ナンディ
- アメリカ合衆国：ホノルル、カイルア・コナ( ハワイ州)、グアム( グアム)、サイパン( 北マリアナ諸島)
- フランス：パペーテ( フランス領ポリネシア)